# ロイテンの戦い

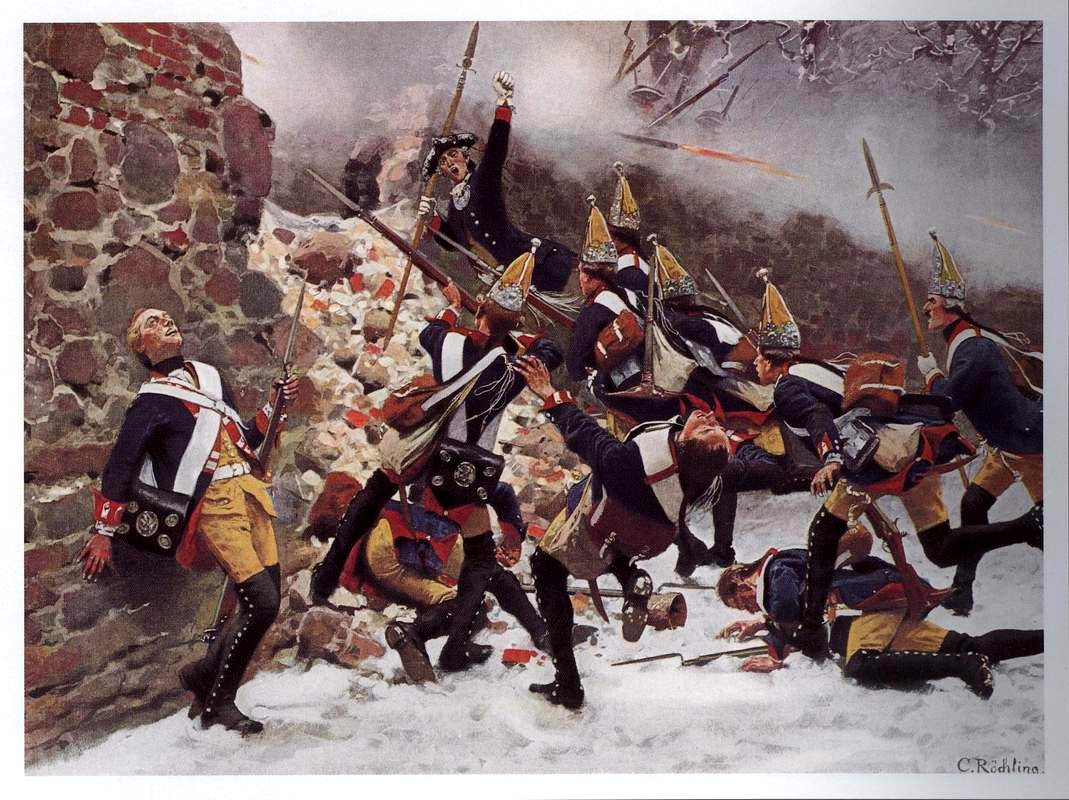
崩れた城壁から乗り込むプロイセン軍の兵士たち

ロイテンの戦い（ロイテンのたたかい、Schlacht von Leuthen）は、七年戦争中の会戦。フリードリヒ大王指揮のプロイセン軍が機動戦と地形を利用して数に勝るオーストリア（ハプスブルク君主国）軍を撃破した。先のロスバッハの戦いとあわせて軍事史上注目される戦い。この勝利により、七年戦争でのプロイセンによるシュレージエンの支配が確立された。
この戦いは、プロイセン (旧オーストリア領) のシュレージエンにあるブレスラウ (現在のヴロツワフ、ポーランド) の北西10 km (6マイル) にあるロイテン (現在のポーランド、ルティニア) の町で行われた。フリードリヒは、厳しい訓練で鍛えた軍隊と地形に関する優れた知識を利用して、戦場の一方の端へ迂回し、一連の低い丘の後ろに数的不利な自軍のほとんどを集中させた。思いもよらぬオーストリア軍の側面への斜行戦術を用いた奇襲攻撃は指揮官のカール公子を当惑させ、プロイセン軍の主要な攻撃が右ではなく左にあることに気付くのに数時間を費やした。プロイセン軍は7時間以内にオーストリア軍を撃破し、その年の夏と秋の戦役でオーストリア軍が獲得してきた優位性を全て奪還した。戦いの後フリードリヒは速やかにブレスラウを包囲し、12月19～20日にブレスラウを降伏させた。
ロイテンはカール公子がオーストリア軍を指揮した最後の戦いとなった。義理の妹である女帝マリア・テレジアは彼をオーストリア領ネーデルラントの総督に移し、レオポルト・フォン・ダウンを後任の総司令官とした。この戦いはまた、ヨーロッパでのフリードリヒの疑いようのない軍事的評価を確立したものであり、間違いなく彼の最大の戦術的勝利である。11月5日のロスバッハの戦いで敗れたフランスはプロイセンとのオーストリアの戦争への参加を拒否しており、ロイテン (12月5日) の後のオーストリアは単独での戦争継続が困難となった。

## 背景

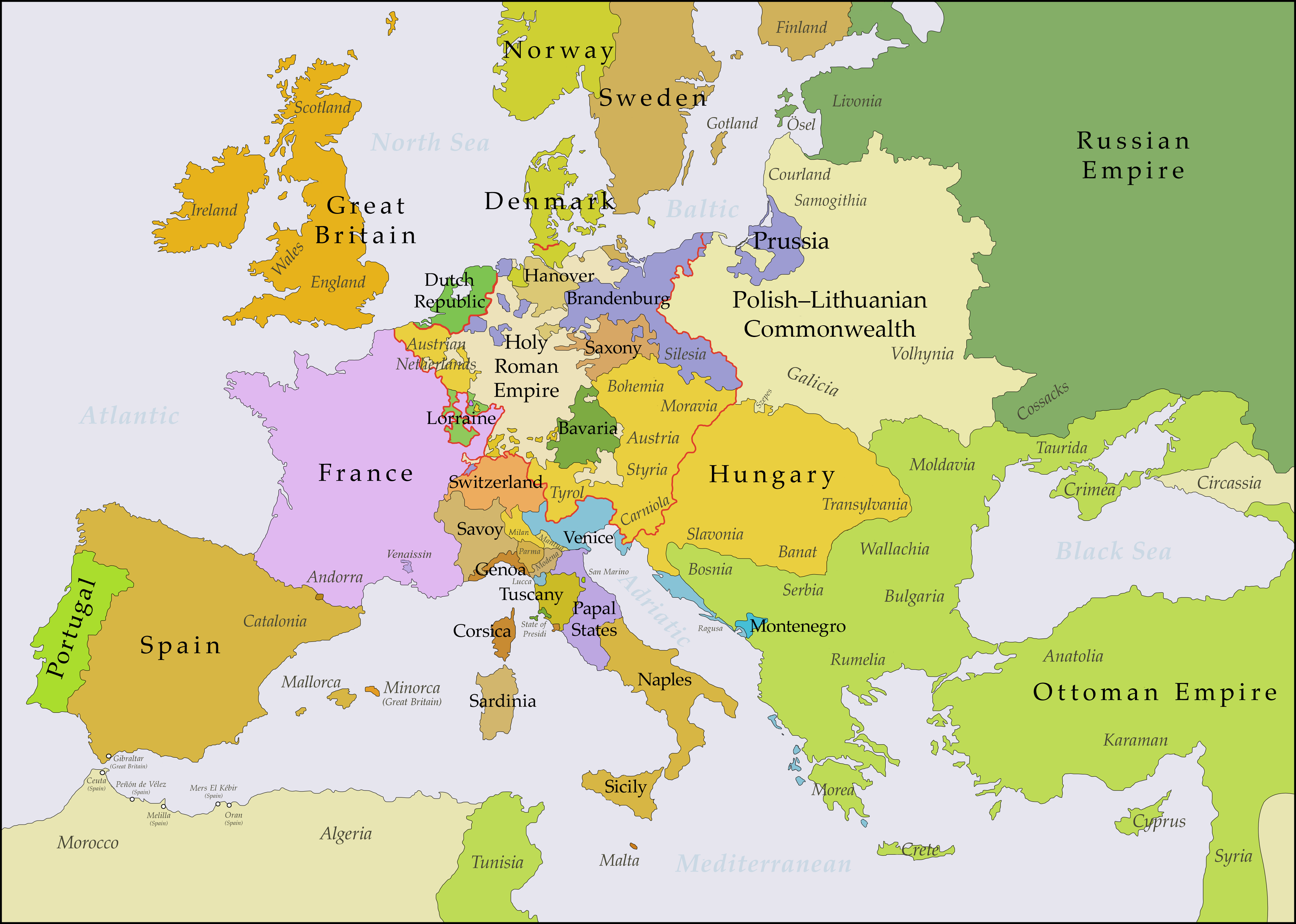
アーヘンの和約締結当時のヨーロッパ。オーストリアは黄色、プロイセンは新たに得たシュレージエンを含め紫。

七年戦争は世界規模の紛争だったが、直近で終結したオーストリア継承戦争 (1740年-1748年)と関連するヨーロッパの戦域が中心であった。1748年のアーヘンの和約はプロイセンとオーストリアの間の戦争を終結させたが、それが一時的なものなのは明白だった。フリードリヒ大王として知られるプロイセンのフリードリヒ2世は、豊かなシュレージエンを獲得したが、更に多くのザクセンの領土を狙っていた。オーストリアの女帝マリア・テレジアは、軍事力を再建して新しい同盟を築くための時間を稼ぐために条約に署名し、神聖ローマ帝国内での勢力を立て直すために精力的に活動した。1754年までに、北アメリカにおけるイギリスとフランスの間の緊張の高まりにより、女帝は奪われた領土を取り戻し、プロイセンの拡大に対抗する機会を得た。 大西洋貿易におけるイギリスの支配を破ることを望んでいたフランスはオーストリアとの古くからの対立関係を解消して同盟を結んだ。この突然の事態の変化に直面した英国王ジョージ2世は、甥のフリードリヒ及びプロイセン王国と同盟を結んだ。 この一連の国際外交の激変は外交革命と呼ばれている。
1756年に七年戦争が勃発するとフリードリヒはザクセンを侵略し、ボヘミアへ進軍して、1757年5月6日にプラハの戦いでオーストリア軍を破った。フランス軍が同盟国の領土であるハノーファーに侵入したことを知り、フリードリヒは西に移動した。 1757年11月5日、約1,000名の歩兵連隊と1,500名の騎兵隊がロスバッハの戦いで30,000 名のフランスとオーストリアの連合軍を僅か90分間の戦闘で破り、西方の脅威を減じさせた。しかし彼が不在の隙を突き、オーストリア軍はシュレージエンの奪還を進めていた。女帝の義理の弟であるカール公子は、シュヴァイトニッツの街を占領し、続いてブレスラウの戦いに勝利してシュレージエン防衛を任されていたブラウンシュヴァイク＝ベーヴェルン公アウグスト・ヴィルヘルム（王妃エリーザベト・クリスティーネの従兄弟）を捕虜とし、ブレスラウを制圧した。
シュレージエンに戻る途中、フリードリヒは11月下旬にブレスラウの陥落を知った。 彼と指揮下の22,000人の軍は12日間で274km (170マイル)を移動し、リーグニッツでブレスラウの戦いを生き延びたプロイセン軍の残存部隊と合流した。約167門の大砲を備えた併せて約33,000人となった軍隊はロイテンの近くに到着し、66,000人のオーストリア軍と対峙した。

## 地形と両軍の展開

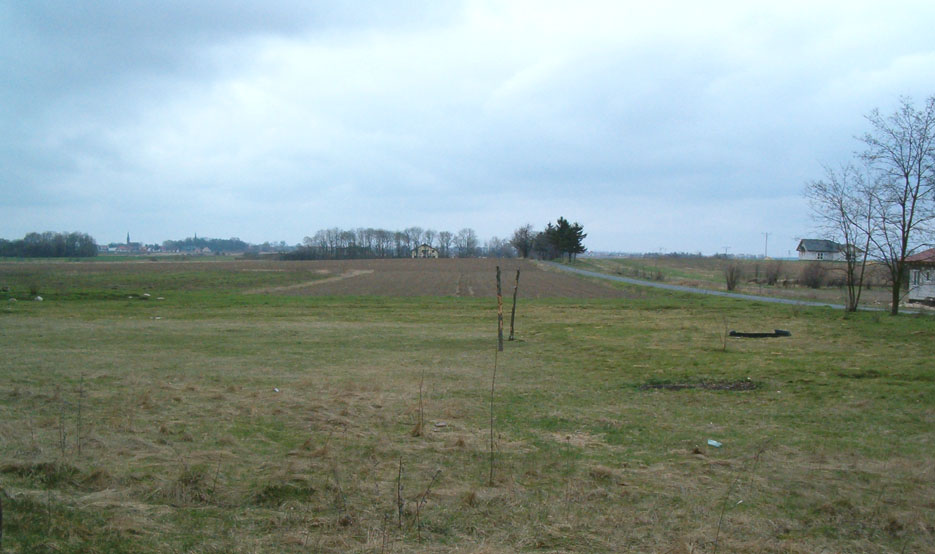
ロイテンはなだらかな起伏のある草原にあり、カール公子は遠くに見える村まで、野原を横切って長い戦列を形成させた。カール公子はある教会の塔から作戦を指揮した。

シュレージエン南部の大部分は、肥沃な土地で起伏のある平原である。ブレスラウ (ヴロツワフ) の近くの黒土と沖積層の土壌と、川の渓谷のより砂質の土壌が混ざっている。オーデル川とズデーテン山脈のふもとの間にあるこの地域は、穏やかな気候、肥沃な土壌、広大な水網を備えているため、誰もが欲しがる農業資源となっていた。
ブレスラウの北西の地域では急な丘がないため、接近する敵を容易に発見でき、比較的平坦な地形によって隠密な行軍が制限されていた。沖積層の存在は、後にフリードリヒがクネルスドルフで直面するものほどではなかったが地盤を軟弱にしており、場所によっては軍隊の通過を妨げる自然の沼地が存在したり、行進や馬のひづめの音をこもらせたりするには十分だった。ロイテン周辺の地域にはいくつかの集落や村が存在した。 フレーベルヴィッツは北方のロイテンとニペルンのほぼ中間にあり、南東に3km (2マイル)にゴーラウ、東に6.1km (4マイル)にリッサ (現在はヴロツワフの地区)があった。 道路は、オーデル川とその支流を越えて、ボルネ、ロイテン、リッサの村とブレスラウを結んでいた。

### ハプスブルク軍
フリードリヒの接近に気づいたカール公子と副司令官のレオポルト・フォン・ダウンは、起伏のある平原にて8km (5マイル)に渡る正面を西に向けた陣形を敷いた。カール公子は軍隊を2列に並べ、最北端の右翼をニペルンに置いた。ロイテンはオーストリア軍の中心地にあり、カール公子は、教会の塔を監視所としてそこに指揮所を設立するとともに、村自体に7個大隊を配置した。彼らの軍の多くは右翼に布陣していた。ボルネには小規模な前衛駐屯地が立っていたが、プロイセン軍が到着するとすぐに東に撤退した。オーストリア軍の陣地は、フレーベルヴィッツとリッサを通るボルネとブレスラウを結ぶ主要道路と直角に交差していた。彼は8つの擲弾兵中隊でニペルンを確保し、騎兵隊をグッケルヴィッツ（現在はココルジツェ、クレピツェ村の一部）に配置した。オーストリア軍の戦線はサグシュッツ (現在のザクジツェ) まで南に続き、そこで騎兵隊が歩兵に対して東に直角に曲がる位置に布陣して、ザクシュッツとゴーラウの間に戦線を形成した。その陣地は、追加の擲弾兵と監視隊で確保された。軍隊は村や森を埋め尽くし、急いで逆茂木と堡塁を作った。ピケットは、道路と小道の交差点のようなすべての連絡網を守っていた。左翼は短く、騎兵隊はゴーラウの村のそばの小川の近くの遠端に配置されていた。カールはハプスブルク家の軍隊を統括して指揮しており、その中には軍政国境地帯からの派遣団と、ヴュルテンベルク公国およびバイエルン公国からの神聖ローマ帝国軍が含まれていた。

### プロイセン軍

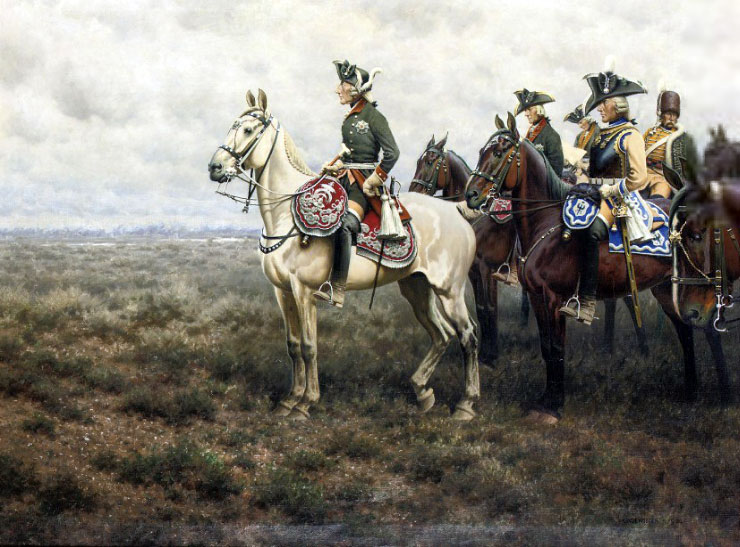
ボルネにて、フリードリヒ大王とその部下が戦闘計画を立てる様子、Hugo Ungewitter画

フリードリヒは、以前の演習で周辺の地理を熟知していた。1757年12月4日、ボルネの西約1.5 km (1マイル) の丘であるシェーンベルクにて、彼は将軍たちと見慣れた風景を調査し作戦を立てた。彼の前には、オーストリアの戦線とほぼ平行な軸に沿って、低い丘の群が風景に点在していた。彼は丘の名前すらも知っていた：シュライアーベルク、ゾフィーンベルク、ヴァッハベルク、バターベルク。それらの丘はそれほどの高さではなかったが、彼の軍隊を隠すスクリーンとしては十分だった. 自分の2倍の規模の軍隊に直面した彼は、自軍に課してきた厳しい戦術訓練を信じ、地形を利用して兵を最適な位置に配置する必要があった。フリードリヒはヨーロッパで最精鋭の軍隊の1つを持っていた。彼の軍隊のどの部隊も1分間に少なくとも4回の斉射ができ、そのうちのいくつかは驚異的な5回の斉射ができた。これは、他のほとんどのヨーロッパの軍隊の発射速度の2倍だった。ロシア軍だけがその率に近づくことができた。プロイセン軍はヨーロッパのどの軍隊よりも機動性が高く、より速く進軍することができ、これによりロスバッハで大成功を収めたばかりだった。彼の砲兵は、歩兵を支援するために迅速に展開および再展開できた。 見事に訓練された彼の騎兵隊は、密集した隊形を保って全速力で動き、突撃することができた。

## 戦闘

### プロイセン軍の陽動
霧の多い天候のため、どちらの側からも敵軍の位置を確認することが困難だったが、フリードリヒと将軍たちは霧を有利に利用した。オーストリアの戦線の最北端（右翼）の前に騎兵隊1つといくつかの歩兵隊を残して、フリードリヒは残りの手持ちの軍隊の大部分をロイテン自体に向けた。カール公子はプロイセン軍が再配置を開始するのを見て、少なくともしばらくの間、その動きを撤退と解釈した可能性がある。
日曜日の午前4時、フリードリヒは内側の2つは歩兵、外側の2つは騎兵の4列の縦隊を形成してオーストリア軍の右翼に向かって移動した。丘を使って彼の動きをオーストリア軍の視界から隠し、フリードリヒは歩兵2列と騎兵の1列を右へ向かって斜めに転回させた。騎兵隊の左端の列は、フレーベルヴィッツ近くのオーストリア軍の戦線の北端に接近し続けていると敵軍に誤認させるために残した。残された騎兵の存在は、フリードリヒがほんの数週間前のロスバッハの戦いで成功させたような斜行戦術を実行するという意図を覆い隠した。見晴らしの良い場所からプロイセン軍の接近に気づいたカール公子は、予備軍全体を右側面に移動した。それは左翼を弱めただけでなく、前線をロイテンからフレーベルヴィッツを過ぎてニペルンまで伸ばし、その長さは元の4km (2マイル) をはるかに超えていた。
騎兵隊がカール公子の注意を右翼に引きつけているうちに、残りのプロイセン軍は丘の後ろに隠れながら進み、オーストリア軍の左翼の端を通過した。

### 斜行機動

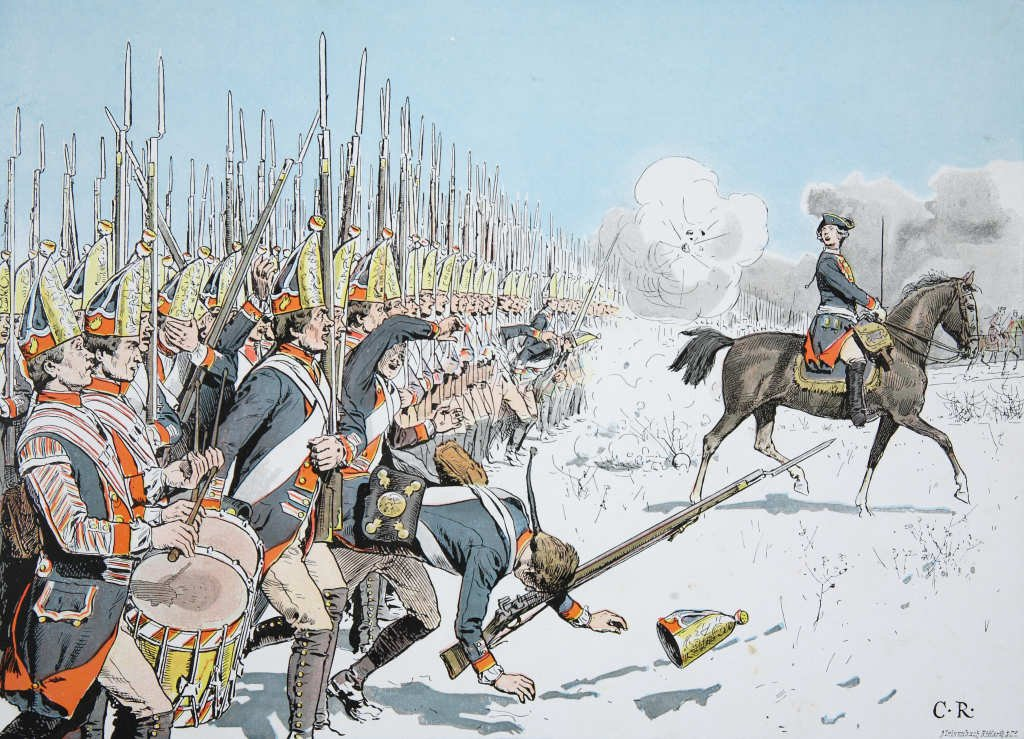
ロイテンへと進軍するプロイセン軍。カール・レヒリンクによる想像図 (c. 1890)

プロイセンの歩兵は南に向かって行進し、オーストリア軍の視界から外れた低い丘の列の後ろに留まった。見事に鍛え上げられたプロイセン軍は行進中も小隊間の距離を各小隊の前部の幅と正確に保ち、列の先頭がオーストリア軍の左翼の正面を通過した後に敵に向かって東に方向転換し、オーストリア軍左翼の南側に回り込んだ。ロベティンツで兵士たちが左を向くことで横隊を展開し、オーストリアの左翼の最も弱い点に対してほぼ直角にプロイセン軍は2人から3人の兵士が前後に並ぶ戦列を形成した。同様に、ハンス・ヨアヒム・フォン・ツィーテンの騎兵隊は、オーストリア軍の正面全体を横断し、敵軍の側面に対して 45 度の角度で配置された。
プロイセンの砲兵隊はバターベルクの丘の裏側に位置取り、オーストリア軍の視界から隠れながら、歩兵の攻撃に合わせて砲撃のタイミングを計り頂上に移動する準備をした。再配置されたプロイセン軍の大部分はオーストリア軍の戦線の最も手薄な部分へと集中された。オーストリアの右翼に残っているプロイセン騎兵隊と歩兵の小さな予備軍は、敵軍の前で陽動を続け、あたかもそこから攻撃が行われるかのように、さらに北に移動した。

### 攻撃
オーストリア軍は左翼でのプロイセン軍の出現に驚いたが、その目的はすぐに明らかになった。現れたプロイセンの歩兵は、側面を巻き上げることを狙い、オーストリアの戦線の最も弱い部分へと前進した。現場のオーストリア軍は自分たちの戦線を90度回転させ、プロイセン戦線に面した浅い溝を利用して抵抗を試みた。左翼を指揮していたフランツ・レオポルト・フォン・ナーダシュディはカール公子に救援を求めたが無視された。 プロイセン軍の大部分が南に現れた昼近くになっても、彼は敵の狙いが北側であると信じていた。オーストリア軍の先頭の戦列の兵士のほとんどは、ハプスブルク家の指揮下でルター派のプロイセン人と戦う意欲が疑問視されていたプロテスタントの軍隊であるヴュルテンベルク軍だった。ヴュルテンベルク軍は激しい抵抗をすることなく逃走に移り、側面を支えるためにナーダシュディが配備したバイエルン軍も一掃された。
丘の頂上から放たれる砲撃支援を受けたプロイセンの歩兵の最初の波は、ロイテンに向かって着実に進んだ。プロイセンの規定によると、モーリッツ・フォン・アンハルト＝デッサウが指揮する熟練した歩兵と擲弾兵には1人あたり60発の弾薬が配備されていたが、最初のオーストリアの戦線を圧倒したときに、彼らはすでに弾薬を使い果たしていた。ナーダシュディは、プロイセンの擲弾兵と歩兵を食い止めるべく彼自身の小規模の騎兵隊に攻撃させたが、効果はなかった。ナーダシュディは統制を保つことができず混乱の中で後退を余儀なくされた。カール公子とダウンは、自分たちが陽動にだまされて右翼に誘い出されたことにようやく気づいたが、フリードリヒの迂回に対応するために早くから部隊を動かしたため、既に戦線はほぼ10 km (6マイル)まで伸びきっていた。後退するオーストリア軍に対して、プロイセンの砲兵は縦射の形で彼らを追撃した。
プロイセンの歩兵と擲弾兵は40分でロイテンに到着し、オーストリア軍を村に追い詰めた。プロイセンの擲弾兵が最初に壁を破り、教会を襲撃し、多くの防御者が殺された。村全体で白兵戦が激しさを増した。後のリーニュ公となるシャルル・ジョセフは、当時若きオーストリアの歩兵連隊の大尉であり、ロイテンでの激戦で上官たちを失い、残された200名の指揮を執って奮戦した経験を書き残している。
オーストリア軍は村の北にある尾根から歩兵を支援できる位置に砲兵を移動させたことで一時的に盛り返し、その支援砲撃の間に歩兵はプロイセン軍に対する横隊を展開することができた。フリードリヒは残された左翼の予備に前進を命じることで対応したが、オーストリアの砲台がそれを追い返した。最終的に町の西にある小さな丘であるバターベルクにあるフリードリヒの重砲が弾幕を貼ることで均衡が保たれた。一部の参加者は、プロイセンの歩兵よりも砲兵の弾幕の方が勝利に貢献したと言及している。
壁への攻撃により、プロイセン軍の歩兵戦線が一時的に露出した。カール公子が騎兵隊をロイテンに戻すように命じてから2時間以上が経過して、ようやく騎兵隊が到着した。オーストリア騎兵隊はプロイセン軍側面へと急いだ。この重要な瞬間に騎兵隊の突撃が成功すれば、戦闘の流れが変わる可能性があった。しかし、ツィーテンの騎兵隊の40個騎兵中隊がラダックスドルフで彼らの側面を攻撃し、ゲオルク・ヴィルヘルム・フォン・ドライゼンが指揮する別の30個騎兵中隊が正面から突撃した。バイロイト竜騎兵は反対側の側面を攻撃し、背後からフッサール騎兵が包囲した。騎兵隊長は頭に砲弾を受けて戦死し、兵士たちは散り散りになった。騎兵の混乱はすぐにロイテンの背後のオーストリアの歩兵戦線に波及し、さらに混乱を広げていった。そこに加えてプロイセンの騎兵隊に蹂躙され、オーストリアの戦線はついに崩壊した。歩兵、そして騎兵隊はブレスラウに向かって撤退した。

### 地図で見る戦いの流れ
赤い実線はハプスブルク家の位置を示し、青の実線はプロイセンの位置を示す。点線はそれぞれの動きを示す。対角線の付いた長方形は騎兵である。

The Battle in Four Maps
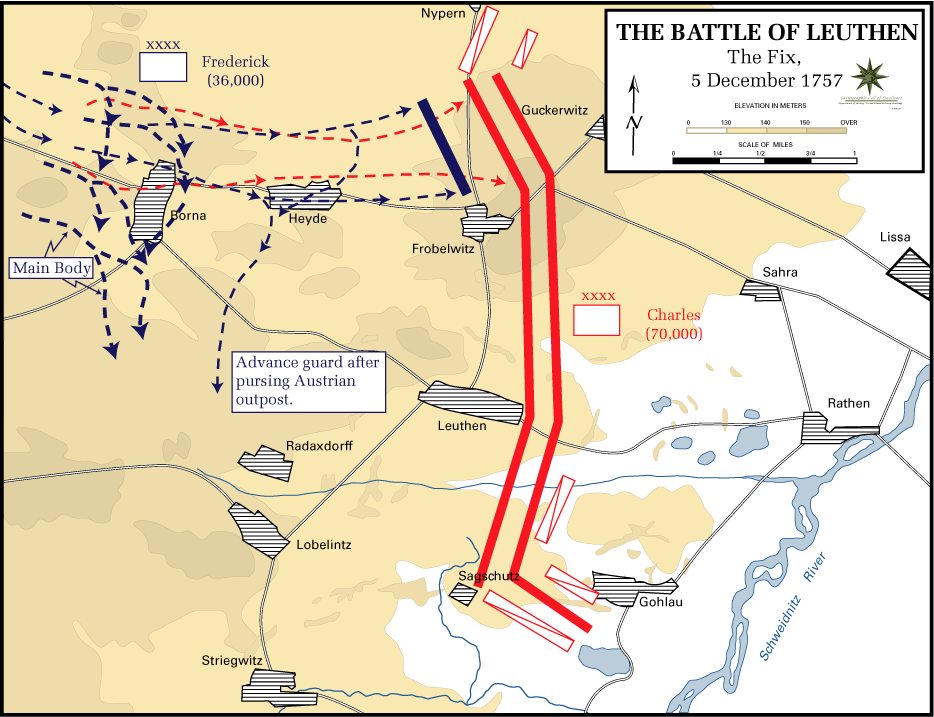
プロイセン軍の接近に伴い、オーストリア軍の前哨 (赤い点線) はニペルンに撤退した。ボルネから、フリードリヒはオーストリア軍の規模と配置 (赤い実線) を観察し、斜行戦術のために部隊を編成した。
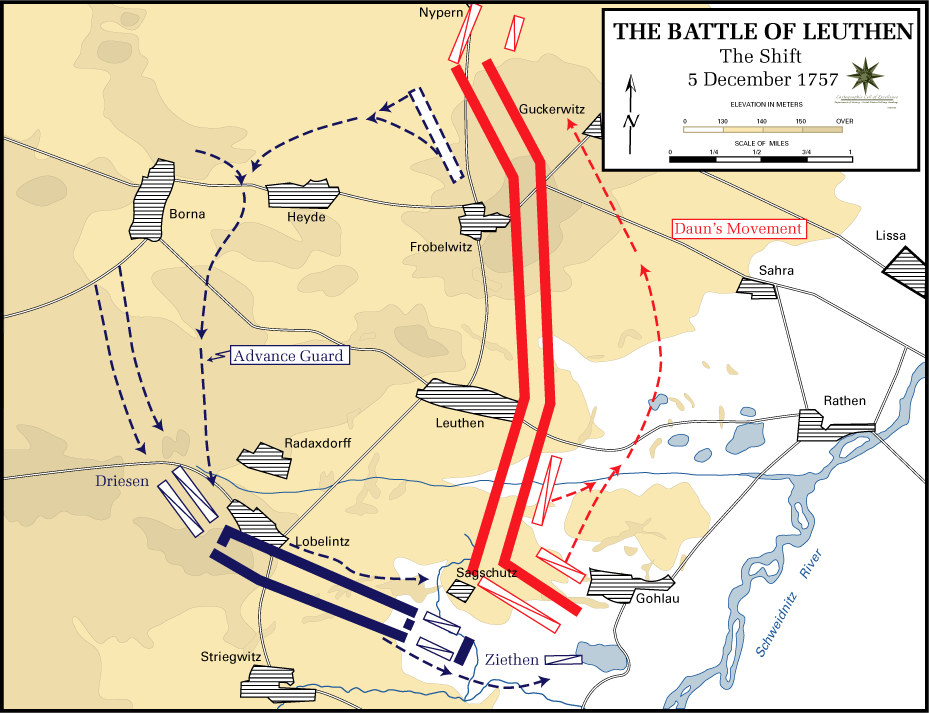
カール公子はプロイセンの迂回から右側面を守るために予備軍のほとんどを北に送ったが (赤い点線)、フリードリヒは部隊の大部分を南に動かしてオーストリア軍を通り過ぎ、左側面を奇襲した。
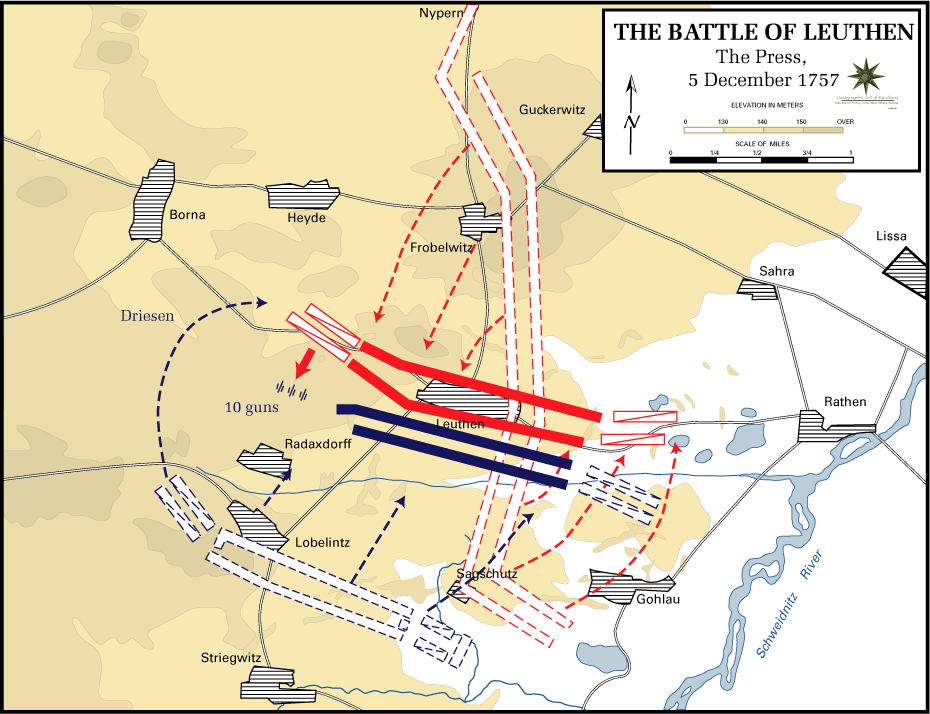
カール公子はようやく自分の危険に気づき、北に送った騎兵隊と軍隊を右側面から戦場に呼び戻そうとした。この時の前線の長さは 8km (5マイル) にも及び、これは陽動によって過度に引き延ばされた形である。プロイセン軍（青い点線）はオーストリア軍を押しつつある。
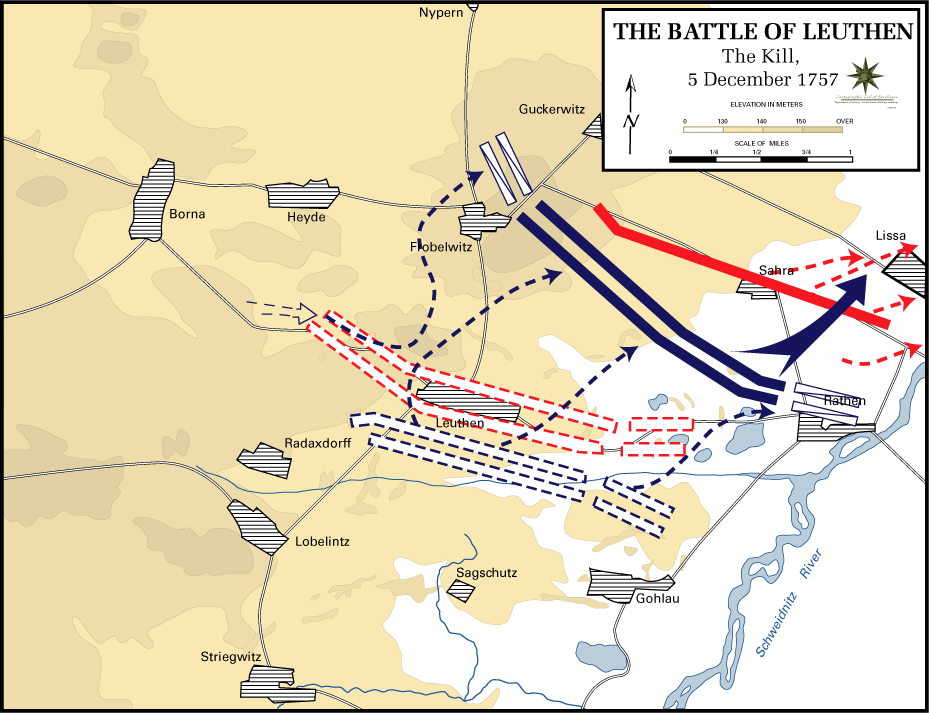
カール公子の軍隊は戦場から撤退し、フリードリヒはリッサの小さな城に入った。

## 戦いの後

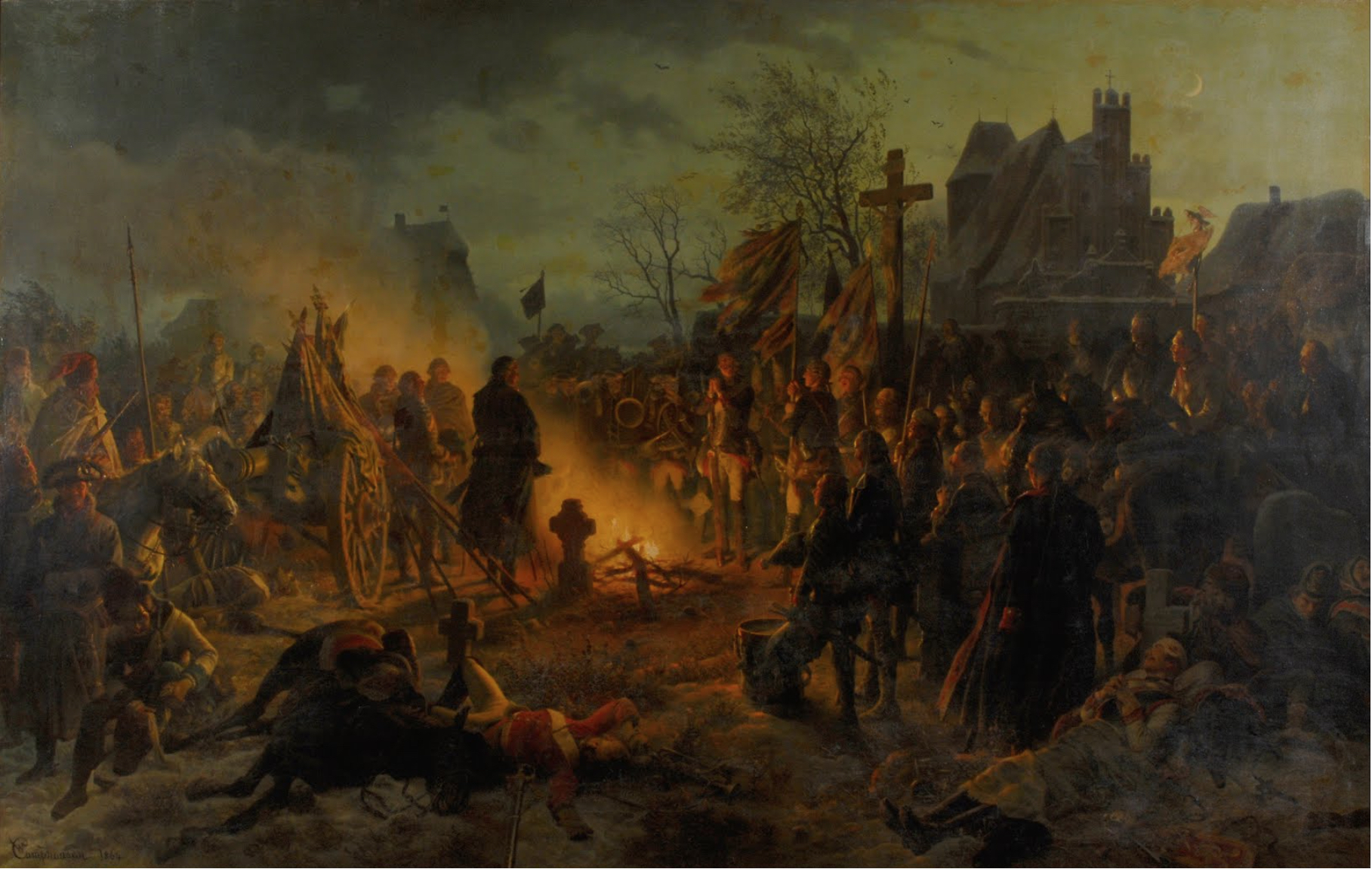
ヴィルヘルム・カンプハウゼンが19世紀に描いた、戦闘後のフリードリヒとその軍隊の描写。 伝えられるところによると、兵士たちはロイテンのコラールとして広く知られている Nun danket alle Gott (:en:Now Thank We All Our God)を歌ったという。

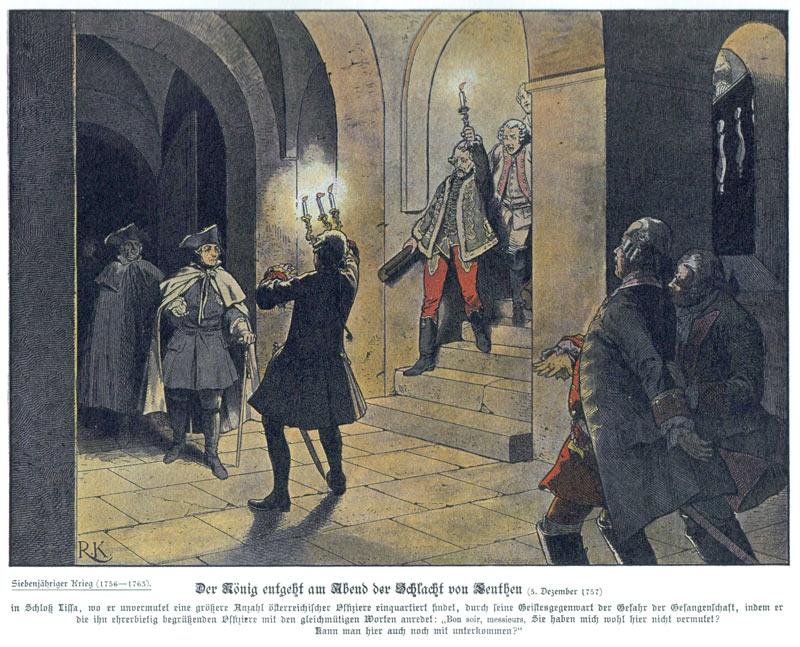
ロイテンの戦いの後、リッサに到着したフリードリヒのリヒャルト・クネーテルの描写。 彼は驚いた白いジャケットを着たオーストリアの将校と遭遇した。

戦場の硝煙が晴れると、プロイセンの歩兵は隊形を整え、逃げるオーストリア軍を追跡する準備をした。しかし雪が降り始め、フリードリヒは追跡を止めた。数人の兵士が、有名なコラールであるNun danket alle Gott (en:Now Thank We All Our God)を歌い始め、最終的には軍全体が合唱に参加したと伝えられているが、この話の真偽は定かではない。
フリードリヒはリッサに入城した。彼は戦闘からの難民が町を埋め尽くし、城の中庭に驚いたオーストリアの将校が避難しているのを発見した。伝えられるところによると、王は馬から降りた後、「こんばんは、紳士諸君、皆さんは私がここにいるとは思わなかったでしょう。一晩ご一緒できますか？」と彼らに丁寧に話しかけたとされる。
一日の休息を挟み、12月7日、フリードリヒは騎兵隊の半分をツィーテンと共に送り、ケーニヒグレーツに向かって現在はシュヴァイトニッツにいたカール公子の退却する軍隊を追撃し、さらに2,000人の兵士とその荷物を捕らえた。残りの軍隊と共に、フリードリヒはブレスラウに進軍した。カール公子の軍隊をボヘミアまで追撃することで、プロイセンはブレスラウを守る連合軍守備隊を孤立させた。市の指揮を執っていたオーストリア軍の将軍、ソロマン・シュプレヒャー・フォン・ベルネック元帥は、フランス軍とオーストリア軍を合わせて17,000名の部隊を率いていた。ブレスラウは城壁と堀を持つ要塞都市だった。オーストリア軍は、ブレスラウの失陥がシュレージエンの支配と威信の動揺につながることだけでなく、都市に在住する多くの商人を失うことを恐れ、ブレスラウに踏みとどまることを決意した。オーストリアの司令官は自軍の厳しい窮状を認識しており、街中の絞首台とポールにプラカードを掲示し、降伏について話した人は誰でもすぐに絞首刑にされると警告した。12月7日、フリードリヒは街を包囲し、ブレスラウとその地域のオーストリア支配の将来は厳しいものに見えた。 実際、ブレスラウは12月19～20日に降伏した。

### 犠牲者数
約66,000人の軍隊のうち、オーストリア軍は22,000人を失い、内訳は3,000人が死亡、7,000人が負傷し、驚くべきことに12,000 人が捕虜になった。死者と負傷者のうち、オーストリアの人口統計学者で歴史家のガストン・ボダートは、ほぼ5%が将校であると推定した。彼はまた、捕虜や脱走などの他の損失を17,000、ほぼ26%とした。カール公子は連隊全体を失い、最初の攻撃で散らばるか、最後に圧倒され、プロイセンのブルーのコートの波に押し流されてしまった。プロイセン軍はまた、51の旗と 250 基のオーストリアの大砲のうち116基を鹵獲した。
約36,000人のプロイセン軍のうち、フリードリヒは 6,344人を失い、内訳は1,141 人が死亡、5,118人が負傷、85人が捕虜となった。プロイセン軍は大砲の損失はなかった。勝利したもののその代償は高く、フリードリヒは2人の少将を含め、戦闘に参加した兵士の5分の1を失った。
この戦いはオーストリアの士気に深刻な打撃を与えた。オーストリア軍は、兵数が半分で大砲の数も少ない上に12日間にわたる長い行軍で疲れていたはずのプロイセン軍にしっかりと打ち負かされたのだから。カール公子と副司令官であるダウンは落胆の深みに沈み、公子は何が起こったのか理解できなかった。カール公子は、これまでの戦争でもフリードリヒに対して散々な戦績だったが、ロイテンほどひどい敗退はこれまでにないものだった。圧倒的な敗北の後、マリア・テレジアは総司令官をダウンに交代させ、カール公子は軍務を離れてオーストリア領ネーデルラント総督を務めた。
オーストリア軍はまた、開けた戦場でプロイセン軍と戦わず、自分たちに有利な戦場を選ぶべきだという苦い教訓を得た。彼らは後にそれらの教訓を生かしていくこととなる。
オーストリア軍はブレスラウに退いた後、メーレンに退却し、プロイセン軍は北のロシア軍を気にしつつ、メーレンに進出してさらなる打撃をオーストリア軍に与えようとした。しかし、後任の総司令官となったダウンは、徹底的に決戦を忌避してフリードリヒ大王に付け入る隙を与えなかった。そのうちにロシア軍がポンメルン深く侵入してきたため、フリードリヒ大王は北転してこれの撃破に向かった。

## 評価

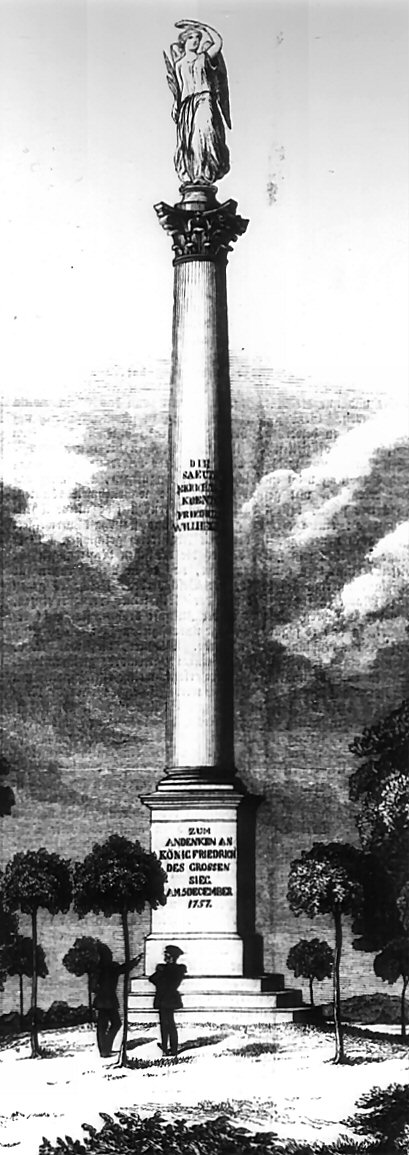
1854年に建てられ、1945年に取り壊された戦いの記念碑

フリードリヒはオーストリア軍のいくつかの失策に助けられた。第一に、カール公子はプロイセンの動きを偵察するために効率的な軽騎兵を活用せず、敵軍の主攻に関して先入観にとらわれてしまった。フリードリヒは後に、一人の斥候が彼の計画を明らかにした可能性もあったとコメントしている。フリードリヒがオーストリア戦線の最北端の陣地の前に残していた騎兵隊は、彼の本当の動きを隠すための目くらましにすぎなかった。第二に、オーストリア軍はロイテンの南にある保護されていない側面にピケットを設置しなかった。ナーダシュディが南の開けた側面に前哨基地を置かなかったことは、プロイセンに対して長年の経験を持つ将校としては驚くべき見落としである。フリードリヒの得意な手口である以上、思わぬところからの攻撃の可能性も考慮するべきだった。第三に、左側面からの攻撃を受けた後でさえ、フレーベルヴィッツ近くの右側面の別働隊にカール公子が気を取られ続けた。彼がようやく南のロイテンとその周辺で劣勢に陥った自軍を支援するために北から移動するよう騎兵隊に命じたとき、彼らはあまりにも遠く離れた地点まで進軍してしまっていた。
この戦いはフリードリヒにとってこれまでで最大の勝利であり、おそらく彼のキャリアの中で戦術を最大限に活用したものであり、プロイセンの歩兵の優位性を示すものだった。フリードリヒは、オーストリアがその年の初めからブレスラウとシュヴァイトニッツで獲得してきた戦果を1日で取り戻し、シュレージエンを取り戻そうとするオーストリアの試みを挫いた。この戦いは、18世紀の線形戦術の実践例となった。 フリードリヒは歩兵が弾薬を使い果たし、主導権を失ったプラハとコリンの戦いから教訓を得ていた。ロイテンでは弾薬車が擲弾兵と歩兵大隊の前進に合わせて移動したため、部隊は勢いを失うことなく迅速に補給を受けることができた。一部の歩兵は180発もの銃弾を発射したが、弾薬の不足のために前進が止まることはなかった。プロイセンの騎兵隊は歩兵の側面を守ることに成功し、特にロイテンでナーダシュディがプロイセンの擲弾兵の攻撃を試みた際に顕著だった。騎兵隊はまた、戦術的に重要な突撃を行うとともに、オーストリアの立て直しの試みを挫き、最終的に彼らを敗走に追いやった。フリードリヒの騎馬砲兵隊は、機敏に動けることから「空飛ぶ砲兵」と呼ばれることもあり、火力を維持し、軍隊と歩調を合わせ、必要に応じて大砲を配備したり再配備したりできた。砲撃自体がもたらした物理的な損害に加えて、ブラマーと呼ばれることもある騎馬砲兵隊の12ポンド砲の特徴的な音は、プロイセンの士気を高め、オーストリアの士気を低下させた。
この勝利は、フリードリヒへの敵の態度を変えた。戦いの前は、彼はしばしば敬意の薄い（場合によっては侮辱的ですらある）呼称で呼ばれていたが、ロイテンの後、彼は公式の場でも一般的な会話でもプロイセンの王と広く呼ばれるようになった。ロイテンとロスバッハでの勝利により、フリードリヒは尊敬と畏怖を獲得し、彼の仇敵でさえ、残りの戦争とその後の平和の間それを手放すことはなかった。両方の戦いはおそらくプロイセンをオーストリアによる征服から救った。この戦い、というよりもロスバッハの戦いから合わせた一連の機動は、後の軍人たちに高く評価されている。半世紀後、ナポレオンはロイテンを「動員、機動、決断の傑作」と称えた。